# Eksjö, Småland
Eksjö är en sjö i Hultsfreds kommun i Småland och ingår i Emåns huvudavrinningsområde. Sjön har en area på 0,233 kvadratkilometer och ligger 163,3 meter över havet.

## Delavrinningsområde
Eksjö ingår i det delavrinningsområde (635053-149199) som SMHI kallar för Utloppet av Äsen. Medelhöjden är 169 meter över havet och ytan är 11,56 kvadratkilometer. Det finns ett avrinningsområde uppströms, och räknas det in blir den ackumulerade arean 28,44 kvadratkilometer. Lillån som avvattnar avrinningsområdet har biflödesordning 3, vilket innebär att vattnet flödar genom totalt 3 vattendrag innan det når havet efter 124 kilometer. Avrinningsområdet består mestadels av skog (69 procent). Avrinningsområdet har 1,31 kvadratkilometer vattenytor vilket ger det en sjöprocent på 11,3 procent.